# Kanton Milly-la-Forêt
Der Kanton Milly-la-Forêt war bis 2015 ein französischer Wahlkreis im Arrondissement Évry, im Département Essonne und in der Region Île-de-France; sein Hauptort war Milly-la-Forêt. Vertreter im Generalrat des Départements war zuletzt von 1985 bis 2015 Jean-Jacques Boussaingault (UMP).
Der zwölf Gemeinden umfassende Kanton Milly-la-Forêt war 157,00 km² groß und hatte 13.893 Einwohner (Stand: 1999). 

## Gemeinden
| Gemeinde                 | Einwohner Jahr | Fläche km² | Bevölkerungsdichte | Code INSEE | Postleitzahl |
| ------------------------ | -------------- | ---------- | ------------------ | ---------- | ------------ |
| Boigneville              | 400 (2013)     | 15,8       | 25 Einw./km²       | 91069      | 91720        |
| Buno-Bonnevaux           | 484 (2013)     | 15,99      | 30 Einw./km²       | 91121      | 91720        |
| Courances                | 346 (2013)     | 8,31       | 42 Einw./km²       | 91180      | 91490        |
| Courdimanche-sur-Essonne | 267 (2013)     | 5,62       | 48 Einw./km²       | 91184      | 91720        |
| Dannemois                | 846 (2013)     | 8,43       | 100 Einw./km²      | 91195      | 91490        |
| Gironville-sur-Essonne   | 793 (2013)     | 13,21      | 60 Einw./km²       | 91273      | 91720        |
| Maisse                   | 2.715 (2013)   | 21,58      | 126 Einw./km²      | 91359      | 91720        |
| Milly-la-Forêt           | 4.806 (2013)   | 33,8       | 142 Einw./km²      | 91405      | 91490        |
| Moigny-sur-École         | 1.284 (2013)   | 12,23      | 105 Einw./km²      | 91408      | 91490        |
| Oncy-sur-École           | 1.002 (2013)   | 5,37       | 187 Einw./km²      | 91463      | 91490        |
| Prunay-sur-Essonne       | 317 (2013)     | 5,14       | 62 Einw./km²       | 91507      | 91720        |
| Soisy-sur-École          | 1.367 (2013)   | 11,52      | 119 Einw./km²      | 91599      | 91840        |